# 国境警備部隊
国境警備部隊（こっきょうけいびぶたい、ドイツ語：Grenzschutzabteilung、略称：GSA）は、ドイツ連邦国境警備隊における部隊編制単位。約600人の規模で構成され、ドイツ連邦軍の大隊に相当した。1990年に連邦国境警備隊は解隊され、いくつかの国境警備部隊は国境警備群に集約された。警官中隊（Hundertschaften、百人隊）は部隊の隷下におかれていた。
国境警備部隊には次のような部隊があった。訓練国境警備部隊（GSA A）、訓練・出動国境警備部隊（GSA A/E）、建設国境警備部隊（GSA B）が1950年代に編成された。1975年から同じ省略形に属するボン国境警備部隊と技術国境警備部隊（GSA T）が編成されている。